# Желязкув (гмина)
Желязкув (пол. Żelazków) — сельская гмина (уезд) в Польше, входит как административная единица в Калишский повет, Великопольское воеводство. Население — 8934 человека (на 2004 год).

## Сельские округа
1. Анелин
2. Чартки
3. Дембе
4. Флёрентына
5. Гажев
6. Голишев
7. Хеленув
8. Ильно
9. Янкув
10. Коканин
11. Коканин-Колёня
12. Новы-Боркув
13. Пулько
14. Руссув
15. Скаршев
16. Скаршевек
17. Скаршевек-Колёня
18. Стары-Боркув
19. Шоса-Турецка
20. Тыкадлув
21. Войцехувка
22. Зборув
23. Злотники-Мале
24. Злотники-Вельке
25. Желязкув

## Прочие поселения
1. Бернатки
2. Хрусты
3. Гуры
4. Гуры-Зборовске
5. Коронка
6. Михалув
7. Недзвяды
8. Руссувек
9. Струги
10. Шкурлаты
11. Витольдув
12. Желязкув-Колёня

## Соседние гмины
1. Гмина Близанув
2. Гмина Цекув-Колёня
3. Калиш
4. Гмина Мыцелин
5. Гмина Опатувек
6. Гмина Ставишин